# Kraftwerk Rottweil

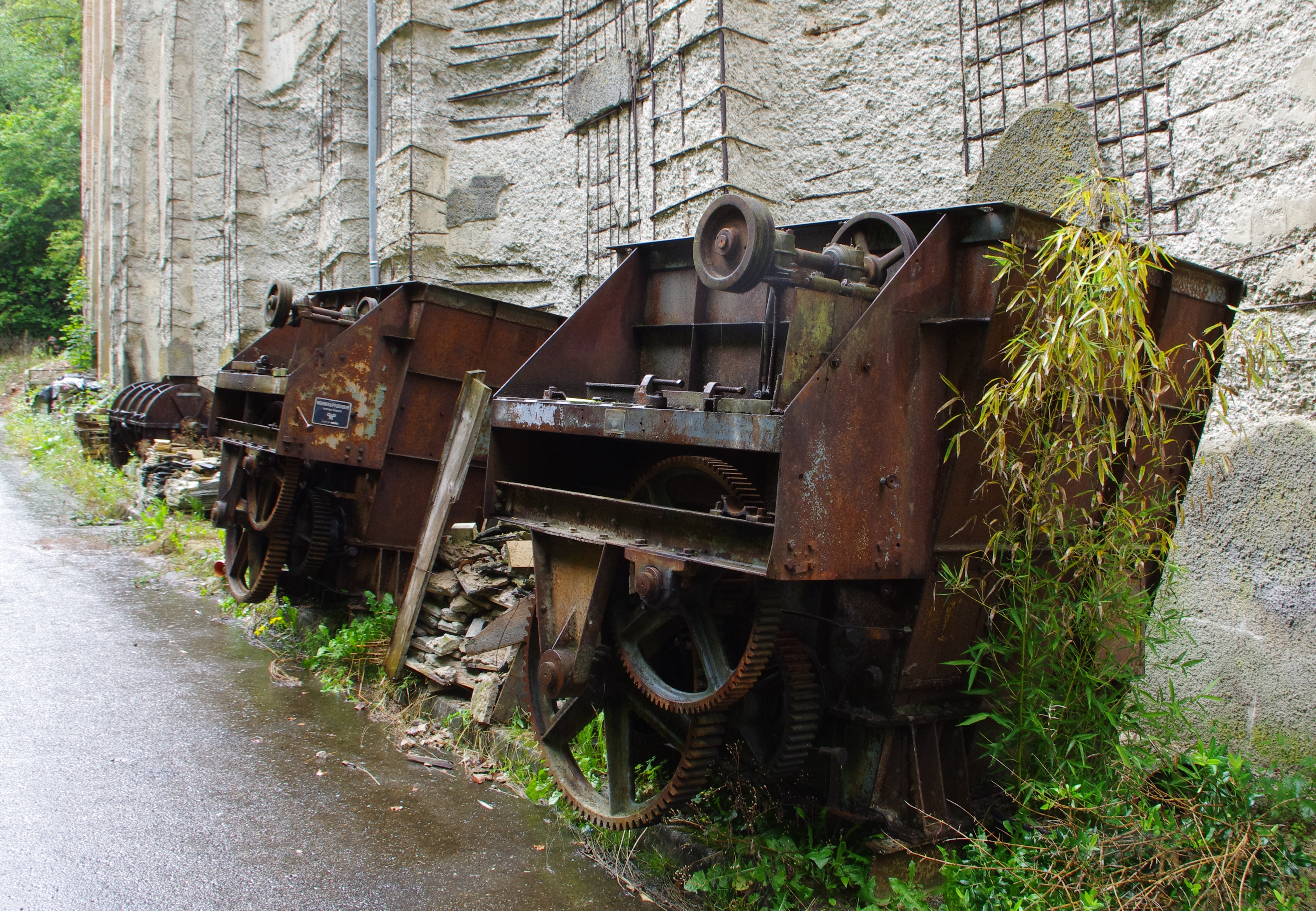
Kohlebrecher auf dem Kraftwerksgelände (2014)

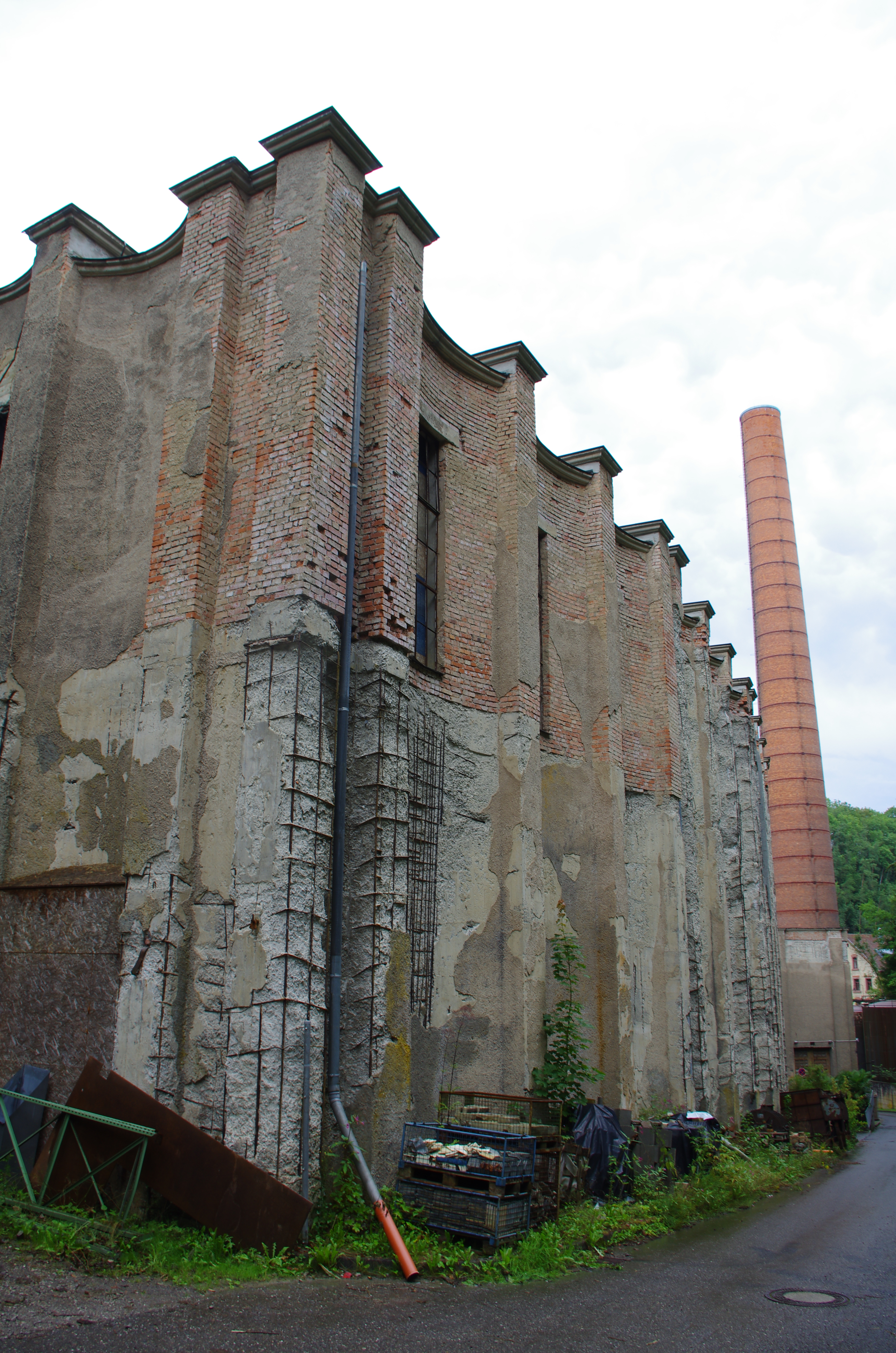
Außenansicht (2014)

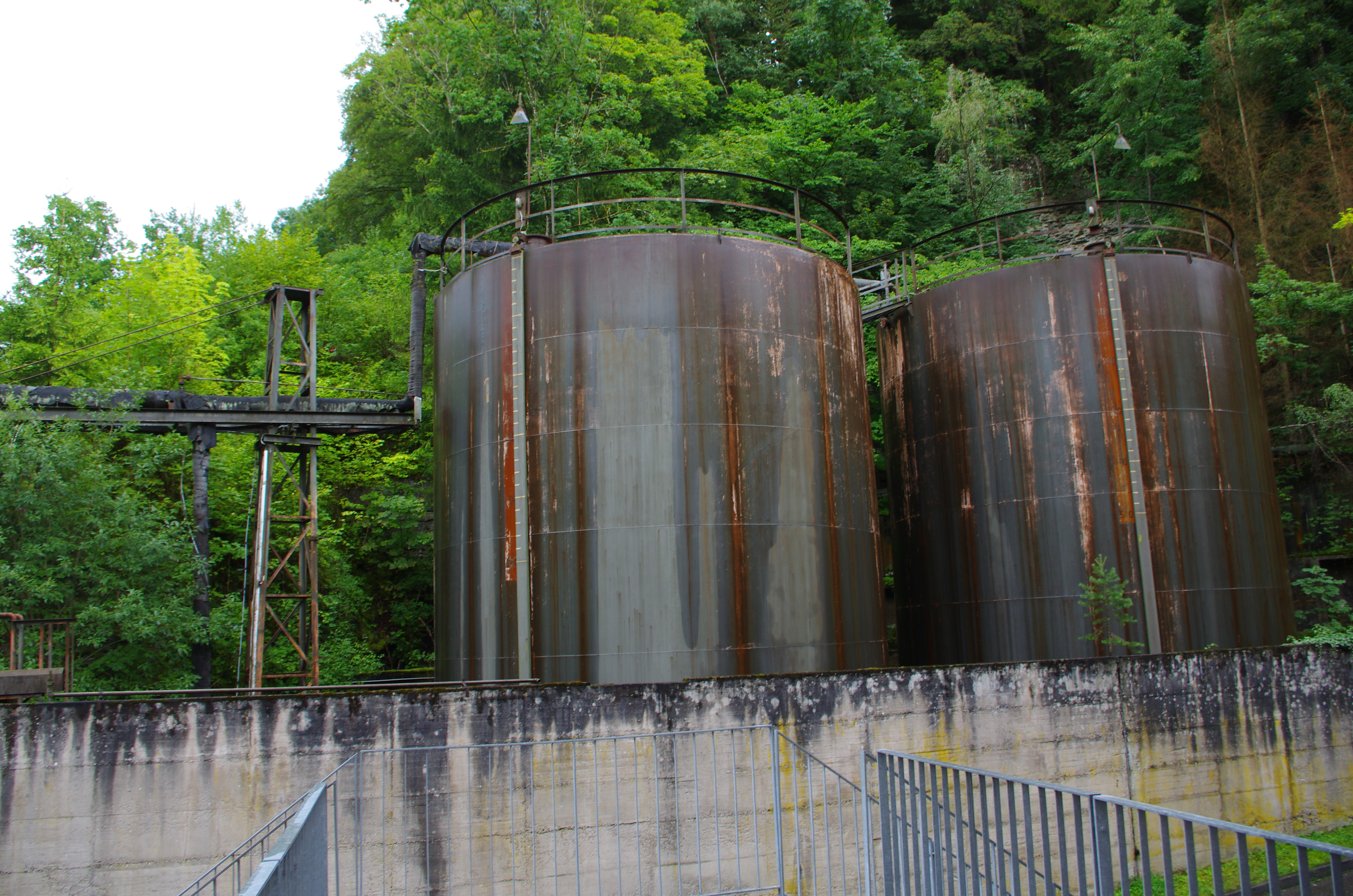
Öltanks

Das Kraftwerk der Pulverfabrik Rottweil ist ein ehemaliges mit Steinkohle, später auch Öl befeuertes Kraftwerk in Rottweil. Das Gebäude wurde von dem Architekten Paul Bonatz, der kurz vorher den Stuttgarter Hauptbahnhof und die Stadthalle Hannover geplant hatte, entworfen und in einjähriger Bauzeit 1915/1916 errichtet. Die Baukosten betrugen 1,1 Millionen Mark (entspricht inflationsbereinigt in heutiger Währung 4 Mio. Euro). Die beiden Schornsteine des ursprünglich symmetrischen Gebäudes hatten ursprünglich eine Höhe von 90 Metern bei 3 Metern Durchmesser.
Das Kraftwerk diente bis 1976 der Pulverfabrik Rottweil, der später auf dem Gelände angesiedelten Kunstseidenfabrik und zeitweise auch der Stadt Rottweil zur Versorgung mit Elektrizität, Heißwasser und Dampf. Der von der Moderne geprägte Industriebau weist mit seiner Fassadengestaltung und der Freitreppe auf die zentrale Bedeutung des Kraftwerks für das damalige Industriegebiet der Rottweiler Pulverfabrik hin. Im Jahr 2005 wurden die beiden Schornsteine um 15 Meter gekürzt. 20 Jahre nach der Stilllegung wurde das Kraftwerk als Veranstaltungsgebäude wiedereröffnet. Bei der Renovierung wurde beachtet, dass die Elemente des Kraftwerks erhalten blieben. Die beiden Schornsteine wurden als Wahrzeichen des Kraftwerks ebenso bewahrt wie wichtige Teile des Inventars. Heute werden die Räumlichkeiten für Veranstaltungen wie Konzerte, Kongresse und Firmenveranstaltungen genutzt.
In Spitzenzeiten war das Kraftwerk ein Vier-Schicht-Betrieb mit bis zu 60 Mitarbeitern.

## Geschichte
Der Entwurf für das Bauwerk wurde im November 1915 von Paul Bonatz angefertigt. Hinter dem Maschinenhaus mit der Freitreppe schloss sich das Kesselhaus mit den beiden flankierenden Schornsteinen an, dahinter befanden sich die Kohlesilos. Die Kohleversorgung erfolgte über den Gleisanschluss der Pulverfabrik an die Bahnstrecke Plochingen–Immendingen. An dieser befand sich früher auch der Haltepunkt Rottweil Pulverfabrik.
Die veralteten Kessel wurden ab 1935 ersetzt, die Beladung durch einen Kran mit Greifer durch Förderbänder ersetzt. 1951 wurde das Bauwerk durch eine neue Hochspannungs-Schaltzentrale erweitert. In den 1960er Jahren wurde auf Ölfeuerung umgestellt. Die Öltanks sind links des Kraftwerksgebäudes erhalten.

## Heutige Nutzung
1976 wurde das Kraftwerk stillgelegt. Jahre später entschloss sich die Eventagentur „trend factory“ dazu, das seit Jahren verfallene Kraftwerk in ein Veranstaltungsareal umzuwandeln. Zu diesem Zeitpunkt ist das Areal in einem desolaten Zustand. Über einen Zeitraum von 15 Jahren wurden über 5.400 m² wieder nutzbar gemacht. Es wurde auf einen Mix zwischen morbiden Charme und modernen Design-Elementen Wert gelegt.
Die Räumlichkeiten des Kraftwerks werden für Veranstaltungen genutzt.
Der „Kolossaal“ ist das 34 × 36 Meter große ehemalige Kesselhaus. Die alten Kessel sind im Original vorhanden, im angrenzenden ehemaligen Kohlebunker befindet sich eine Großbühne.
Im Turbinensaal blieben die Laufkatze an der Decke sowie die zehn Meter lange marmorne Schalttafel mit ihren Messinstrumenten im Original erhalten. Zugang zum Turbinensaal ist die außen gelegene Freitreppe. Der angrenzende Traforaum wird als Bühne für Veranstaltungen im Turbinensaal verwendet.
Das ehemalige Werkstattgebäude ist heute die „CaféBar Eden“. Der 160 m² große Innenbereich kann durch eine Front aus Glas-Stahl-Toren mit dem Außenbereich verbunden werden. Im Außenbereich befinden sich einer der beiden 75 m hohen Schornsteine, restaurierte Gasleitungen und eine Kalksteinwand. Die Wasserkessel sind im Original erhalten und die Wände sind zum Teil unbearbeitet.
Die ehemalige Schaltzentrale dient als Tagungsraum.